# Mebisa
Mebisa (dzongka མེ་སྦི་ས་), dawniej Chukha lub Chhukha – miasto w Bhutanie, stolica Dystryktu Chukha. Według danych z 2017 roku liczyło ok. 1800 mieszkańców.